# Chirundu (Simbabwe)

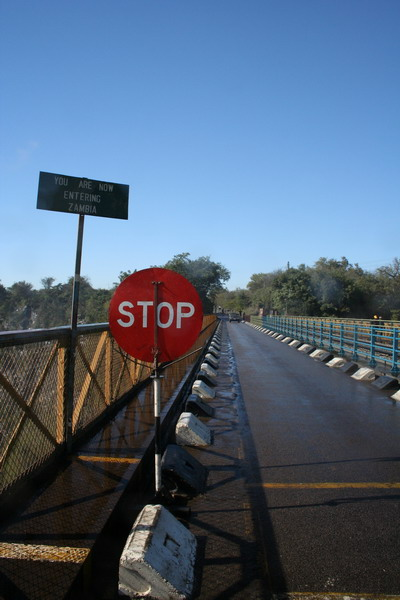
Alte Brücke über den Sambesi, Blick nach Sambia

Chirundu ist ein Grenzort mit etwa 3800 Einwohnern (2012) am Sambesi-Fluss in der Provinz Mashonaland West in Simbabwe. Er liegt nur wenig östlich der Kariba-Talsperre in 390 Meter über dem Meeresspiegel gegenüber dem gleichnamigen Ort in Sambia. 

## Beschreibung
Der Ort auf simbabwischer Seite umfasst nur wenige Häuser, vor allem für Beamte des Zolls, der Einwanderungsbehörde und der Polizei. Etwa 550 Häuser stehen in „Baghdad“, einer „wilden“ Siedlung. Dort sind die meisten Häuser aus Lehm. Außer Bars gibt es keine Freizeiteinrichtungen.

## Verkehr
Über den Sambesi führt hier die 1939 erbaute Otto Beit Bridge, die wegen des zunehmenden Verkehrs geschlossen wurde, nachdem neben ihr 2003 eine neue Chirundu-Brücke eröffnet wurde. Die Straßen nach Harare (Mosambik) und nach Kafue (Sambia) sind zwar asphaltiert, führen zudem durch tierreiches Gebiet.

## Wirtschaft
Die bedeutendsten formellen Einkommensquellen im simbabwischen Chirundu sind Einzelhandel, Fracht, Bau, Zoll, Hausanstellungen, Polizei, Tierparks und Immigration, die alle zusammen etwa 300 Menschen Arbeit und Einkommen sichern. Die bedeutendsten informellen Einkommensquellen sind der Straßenhandel und die Prostitution.

## Infrastruktur
Die Grenze ist der wichtigste infrastrukturelle Aspekt. Darüber hinaus gibt es in der Stadt 7 km asphaltierte Straße. Chirundu hat eine Grundschule und eine Weiterbildende Schule. Es gibt ein Krankenhaus und eine Ambulanz.

## Tourismus
Die Attraktionen von beiden Chirundu sind der Sambesi, das Fischen nach dem bis zu 15 Kilogramm schweren Tigersalmler, das mehrere Safari-Veranstalter anbieten, sowie die Beobachtung von Elefanten und Baobab-Bäumen. 
Vom simbabwischen Chirundu aus lässt sich Mana-Pools-Nationalpark auf der südlichen Flussseite erreichen und vom sambischen Chirundu der Untere-Sambesi-Nationalpark gegenüber auf der nördlichen Flussseite. Ebenfalls auf der sambischen Seite liegt der Chirundu Fossil Forest (Welterbestätte), in dem 150 Millionen Jahre alte versteinerte Baumteile zu finden sind.